# شهلا شفیق
شهلا بِسکی شفیق (به فرانسوی: Chahla Beski-Chafiq؛ با نام تولد شهلا بسکی؛ زاده ۵ مه ۱۹۵۴) پژوهشگر و نویسنده ایرانی مقیم فرانسه است.
شهلا شفیق که از سال ۱۹۸۳ در فرانسه زندگی می‌کند دوم فروردین ۱۳۹۶ مدال شوالیه لژیون دونور فرانسه را به پاس سال‌ها خدمت در حوزه برابری دریافت کرده است. رئیس «شورای عالی برابری جنسیتی» دلیل اهدای این عالی‌ترین نشان را، تلاش خانم شفیق برای هدایت جامعه به سوی نقاط مشترک و نه تفاوت‌ها دانست و گفت: «وجود شما ضروری است چرا که می‌دانید چطور به سمت مشترکات بروید و نه به سمت آنچه ما را از هم جدا می‌کند». او در ۵ ژوئیه ۲۰۲۴، طی مراسمی در پاریس، مدال شایستگی ملی (در سطح افسر) را به دلیل مجموعه کارهای پژوهشی و نوشتاری‌اش دریافت کرد.
او از سال ۲۰۰۴ تا ۲۰۱۴ از سوی آژانس توسعه روابط بین فرهنگی شهروندی (ADRIC) جهت فعالیت در برابر خشونت و تبعیض و همچنین حمایت از زنان مهاجر و اقدام برای سکولاریسم در تنوع فرهنگی انتخاب شد و جایزه کنشگری مدنی را در «سال گفتگوی بین فرهنگی اروپا» در سال ۲۰۰۸ دریافت کرد. از ۲۰۱۶–۲۰۱۹ او عضو شورای عالی برابری زنان و مردان از کشور فرانسه است.

## کتابشناسی
شهلا شفیق چندین کتاب تحلیلی دربارهٔ ابعاد اسلامگرایی توتالیتر و چند اثر ادبی منتشر کرده است. معروفترین کتاب وی تحت عنوان «زنان زیر حجاب» در سال ۱۹۹۵ در فرانسه به چاپ رسید.
- زنان و اسلام سیاسی (مجموعه مقاله)، انتشارات خاوران ۱۳۷۹ فرانسه
- توتالیتاریسم اسلامی، پندار یا واقعیت؟ انتشارات خاوران ۱۳۸۴ فرانسه
- از آنجا و از اینجا، انتشارات خاوران، ۱۳ قصه و یک نمایشنامه، تابستان ۱۳۸۹، پاریس
- سوگ ، انتشارات خاوران ۱۳۷۹ فرانسه
- زن و بازگشت اسلام. ۱۹۹۱
- زنان زیر حجاب؛ چهره قوانین اسلامی، با همکاری فرهاد خسروخاور. ۱۹۹۵
- انسان جدید اسلامی، زندان سیاسی در ایران. ۲۰۰۲
- جاده و مه (مجموعه داستان)، نشر سهراب، ۱۳۷۷ آمریکا
- اسلام، جامعه، مذهب، سیاست، جنس و جنسیت. با توجه به تجربه ایران. ۲۰۰۹ (رساله دکتری)
- اسلام سیاسی، جنسیت و جنس‌گونگی. ۲۰۱۱
- از آینه بپرس (فارسی، فرانسه)، ۲۰۱۵